# Пікорнавірус
Пікорнавіруси, picornaviridae (від ісп. pico — мала величина і RNA, скорочене від англ. ribonucleic acid — рибонуклеїнова кислота (РНК)) — родина одноланцюгових, позбавлених суперкапсидної оболонки РНК-вірусів.
Родина складається з 63 родів, що включають 126 видів.  Представники 5 з цих родів — Enterovirus, Rhinovirus, Hepatovirus, Parechovirus, Kobuvirus — спричинюють захворювання у людини.
Розмножуються в цитоплазмі клітин бактерій, рослин, тварин і людини. Найдрібніші з відомих вірусів (діаметром до 30 нм). Серед пікорнавірусів найкраще вивчені ентеровіруси, які мешкають у кишці людини і тварин. Деякі з них, наприклад вірус поліомієліту, здатні уражати центральну нервову систему. До пікорнавірусів відносяться також вірус ящура, мишачого енцефаліту, риновіруси (спричинюють ураження слизової оболонки носа у людини і тварин), вірус жовтої мозаїки турнепсу та інші.

## Вірологія
Пікорнавіруси класифікуються за системою класифікації вірусів Балтімора як група IV вірусів, оскільки вони містять одноланцюгову, + РНК з геномом 7,2 — 9,0 тис. основ завдовжки. Як і в більшості вірусів з + РНК геномом, сам генетичний матеріал є досить заразним, хоча й істотно менш вірулентними, ніж вірусна частка, інфекційність РНК зростає при потраплянні в клітини.

### Структура
Капсид складається з 60 протомерів, щільно упакованих в структуру ікосаедричної форми. Кожен протомер складається з 4 поліпептидів відомих як VP(вірусний протеїн) 1 , 2 , 3 і 4. VP2 і VP4 поліпептиди походять від одного протомера, відомого як VP0, що розщеплюється, даючи початок різним компонентам капсида. В ікосаедричній структурі 60 трикутників, що утворюють капсид, розділений на 3 маленьких трикутника з субодиницями на вершинах. Залежно від типу та ступеню зневоднення вірусні частинки мають близько 27-30 нм в діаметрі. Геном становить близько 2500 нм в довжину, тому ми можемо зробити висновок, що він має бути щільно упакованим в капсид разом з речовинами, такими як іони натрію для того, щоб звести нанівець негативний заряд на РНК, викликаний фосфатними групами.

### Геном
Сам геном — несегментована + РНК (така ж, як мРНК ссавців і читається 5' до 3'). На відміну від ссавців мРНК пікорнавірусів не мають 5' кепу, але натомість до 5' кінця приєднаний вірусом білок, відомий як VPg. Як і мРНК ссавців, геном має полі(А) хвіст на 3'- кінці. Окрім цього, Існує нетранскрипційна область (UTR) на обох кінцях геному пікорнавірусів. 5' UTR, як правило, довший, складаючи близько 500—1200 нуклеотидів в довжину, в порівнянні з 3 ' UTR, що складає лише 30-650 нуклеотидів . Вважається, що 5' UTR важлива в трансляції, а 3' — в зворотньому синтезі синтезу ланцюга, хоча 5' кінець також може також грати роль в проявах вірулентності вірусу. Інша частина генома кодує структурні білки на 5'-кінці і неструктурні білки на 3'-кінці у вигляді єдиного супербілка.

### Білки пікорнавірусів
Білки в супербілку організовані таким чином: L-1ABCD-2ABC-3ABCD де кожна літера представляє білок, однак, існують варіації цієї схеми.
Геном пікорнавірусів кодує близько десятка білків забезпечують реплікацію вірусної РНК, перепрограмування клітини, збірку зрілих віріонів. Кодує область геному досить умовно ділять на три ділянки: P1 — кодує структурні білки VP1, VP2, VP3, VP4, з яких будується вірусна частка. P2 і P3 — кодують білки, необхідні для перепрограмування клітини і реплікації :
- L — лідерний білок, негомологічний у представників різних родів, ряду пікорнавірусів відсутня. У афтовірусов він є протеазою, що відщеплює себе від супербілка, у кардіо- і тешовірусов позбавлений ензимної активності .
- 2А — негомологічний у представників різних родів пікорнавірусів. Наприклад, у афто — і кардіовірусів — це пептид, який викликає котрансляційний розрив у білкових ланцюгах супербілка, який синтезується, а в ентеро- і риновірусів — серинова протеаза.
- 2B і 3A — невеликі гідрофобні білки, які беруть участь у змінах мембран клітини, викликаних пікорнавірусами.
- 2С — цей білок має гомологію з хеліказамиами, входить до складу пікорнавірусного реплікативного комплексу .
- 3B — це VPg, білок прикріпляється до 5'- кінця вірусної РНК.
- 3С — цистеїновая протеаза, розрізає супербілок.
- 3D — РНК- полімераза, фермант синтезу вірусної РНК.

### Відтворення
Вірусна частка зв'язується з рецепторами клітинної поверхні. Це викликає конформаційні зміни в вірусних білків капсида, звільняючи міристинову кислоту. Вона утворює пори в клітинній мембрані, через яку впорскується РНК. Потрапивши всередину клітини, РНК «роздягається» і (+) нитки РНК-геному реплікується через дволанцюговий проміжний РНК продукт, який утворюється за участі вірусної РЗРП (РНК-залежної РНК-полімерази).
Трансляція рибосомами клітин-господарів не ініціюється 5' кепом, як зазвичай, а натомість ініціюється входження РНК в сайт зчитування рибосом. Вірусний життєвий цикл відбувається дуже швидко і з усім процесом реплікації триває в середньому 8 годин. Проте всього за 30 хвилин після зараження, синтез білка клітин знижується до майже нульового рівня — макромолекулярний синтез клітинних білків відключається. Протягом наступних 1-2 годин спостерігається втрата межі між еу- та гетерохроматином в ядрі. Як час після зараження сягає близько 3 годин вірусні білки починають синтезуватись і в цитоплазмі близько до ядра з'являється вакуоля, якій вони поступово накопичуються. Після закінчення цього часу плазматичної мембрани клітини стає проникною, через 4-6 годин вірусні частки самозбираються й іноді їх можна побачити в цитоплазмі. Приблизно за 8 годин клітина гине і розпадається, випускаючи вірусні частки.
Деякі дані вказують що пікорнавіруси можуть розмножуватись в клітинах без ядра, оскільки вони не містять ДНК і не потребують ферментів транскрипції. Ефективними препаратами проти таких вірусів є такі, що блокують синтез білка клітиною.